# جيف جونسون
جيف جونسون هو سياسي كندي، ولد في 1960 في كامروز في كندا. حزبياً، نشط في الرابطة التقدمية المحافظة في ألبرتا ‏. وقد انتخب عضو الجمعية التشريعية ألبرتا.